# Dos Ríos, Chiapas
Dos Ríos är en ort i Mexiko.   Den ligger i kommunen Salto de Agua och delstaten Chiapas, i den sydöstra delen av landet, 800 km öster om huvudstaden Mexico City. Dos Ríos ligger 53 meter över havet och antalet invånare är 215.
Terrängen runt Dos Ríos är huvudsakligen kuperad, men åt sydost är den platt. Runt Dos Ríos är det ganska glesbefolkat, med 38 invånare per kvadratkilometer. Närmaste större samhälle är Salto de Agua, 8,3 km norr om Dos Ríos. Trakten runt Dos Ríos består till största delen av jordbruksmark.